# Сельское поселение Ельдигинское
Сельское поселение Ельдигинское — упразднённое муниципальное образование (сельское поселение) в составе Пушкинского муниципального района Московской области России.
Административным центром было село Ельдигино.

## История
Образовано в ходе муниципальной реформы 1 января 2006 года.
6 мая 2019 года все городские и сельские поселения Пушкинского муниципального района упразднены и объединены в новое единое муниципальное образование — Пушкинский городской округ.
Глава сельского поселения — Валецкая Людмила Николаевна. Адрес администрации: 141221, Московская область, Пушкинский район, с. Ельдигино, д. 4.

## Население
| 2006  | 2007  | 2008  | 2009  | 2010  | 2011  |
| ----- | ----- | ----- | ----- | ----- | ----- |
| 2861  | ↘2793 | ↘2786 | ↗2794 | ↘2763 | ↘2733 |
| 2012  | 2013  | 2014  | 2015  | 2016  | 2017  |
| →2733 | ↘2732 | ↗2741 | ↗2808 | ↘2764 | ↘2750 |
| 2018  | 2019  |       |       |       |       |
| ↘2721 | ↗2748 |       |       |       |       |

## География
Расположено в западной части Пушкинского района. Граничит с городскими поселениями Софрино, Зеленоградский, Правдинский и Пушкино, городским поселением Пироговский и сельским поселением Федоскинское Мытищинского района, сельским поселением Костинское Дмитровского района. Площадь территории сельского поселения — 11 626 га.

## Состав сельского поселения
В состав сельского поселения входят 16 населённых пунктов трёх упразднённых административно-территориальных единиц — Ельдигинского, Майского и Тишковского сельских округов:
| №  | Населённый пункт    | Тип населённого пункта       | Население |
| -- | ------------------- | ---------------------------- | --------- |
| 1  | Алёшино             | деревня                      | ↗241      |
| 2  | Дарьино             | деревня                      | ↗40       |
| 3  | Ельдигино           | село, административный центр | ↘1172     |
| 4  | Кстинино            | деревня                      | ↘12       |
| 5  | Марьина Гора        | деревня                      | ↗47       |
| 6  | Матюшино            | деревня                      | ↗66       |
| 7  | Михалёво            | деревня                      | ↗27       |
| 8  | Ординово            | деревня                      | ↗10       |
| 9  | Петушки             | деревня                      | ↗9        |
| 10 | Раково              | деревня                      | ↗143      |
| 11 | Санатория «Тишково» | посёлок                      | ↘470      |
| 12 | Семёновское         | село                         | ↗29       |
| 13 | Степаньково         | деревня                      | ↘325      |
| 14 | Тишково             | село                         | ↘145      |
| 15 | Чернозёмово         | деревня                      | ↗14       |
| 16 | Якшино              | деревня                      | ↗13       |